# Tochimilco (kommun)
Tochimilco är en kommun i Mexiko.   Den ligger i delstaten Puebla, i den sydöstra delen av landet, 80 km sydost om huvudstaden Mexico City.
Följande samhällen finns i Tochimilco:
- Tochimilco
- San Antonio Alpanocan
- La Magdalena Yancuitlalpan
- Santa Cruz Cuautomatitla
- Santiago Tochimizolco
- San Martín Zacatempa
- Santa Catalina Tepanapa
- Jerusalén
- Guadalupe Cuilotepec
- San Lorenzo
- Los Amates